# Штурмфельс, Бернд
Бернд Штурмфельс (нем. Bernd Sturmfels; 28 марта 1962, Кассель, Германия) — германский и американский математик, профессор математики и информатики Калифорнийского университета в Беркли.
Докторскую степень получил в 1987 году, после чего два года работал в Институте математики и приложений в Миннеаполисе и Институте исследований символьных вычислений в австрийском Линце. Затем преподавал в Корнеллском университете. В Калифорнийском университете в Беркли с 1995 года.
Основные работы в областях алгебраической геометрии, коммутативной алгебры, дискретной геометрии, тропической геометрии, алгебраической статистики и вычислительной биологии; получил результаты по теории базиса Грёбнера, {\displaystyle T}-теории, торическим многообразиям.
Лауреат премии Аллендорфера (2010, совместно с Дэвидом Спейером за работы по тропической геометрии).